# Hvedholm

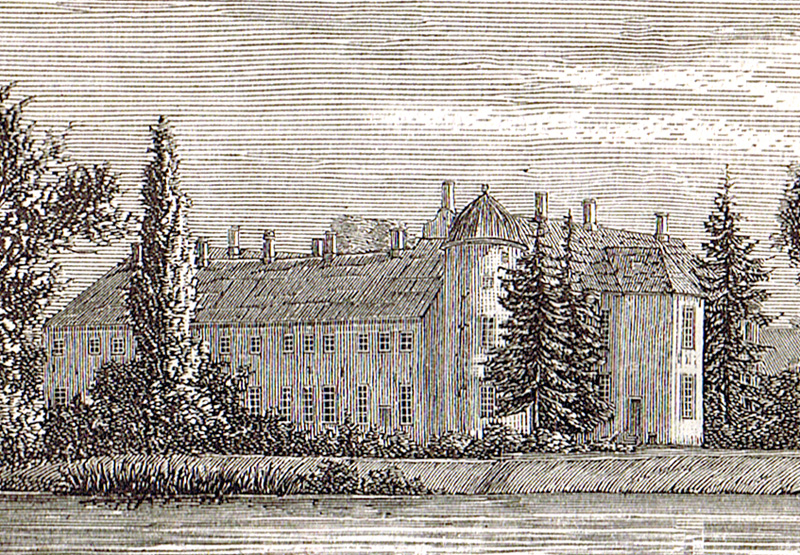
Hvedholm, efter stick från omkring 1870

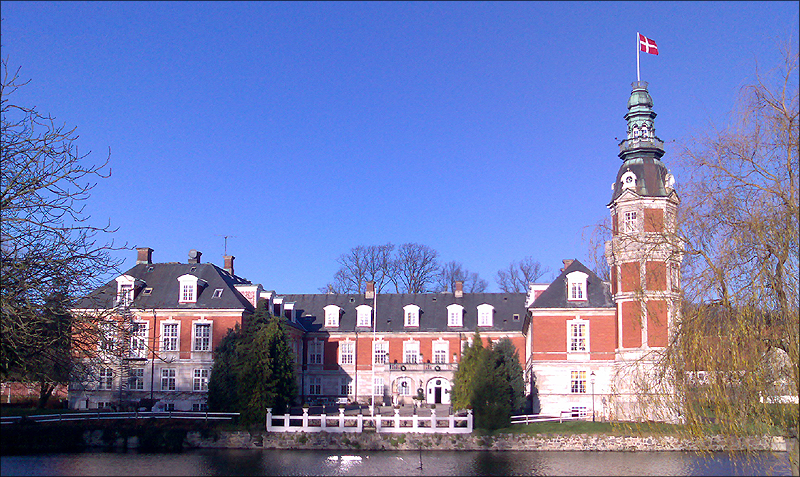
Hvedholms slott december 2006

Hvedholm är ett gods, som ligger omkring två kilometer väster om Faaborg på Fyn i Danmark. Det nämns första gången 1475 i förbindelse med arvskiftet efter Mette Pedersdatter Present. Hennes släkt är i övrigt uteslutande knuten till Själland. 1608-1786 (då ätten utslocknade) tillhörde det medlemmar av den danska Braheätten, bland andra Jørgen Steensen Brahe. Det kom sedan att bli en del av grevskapet Brahesminde.
Huvudbyggnaden uppfördes 1588, återuppfördes 1681 efter en brand och blev ombyggd 1878-82 under ledning av arkitekten Johan Schrøder. Hela anläggningen är kulturminnesskyddad. Det drivs nu ett hotell i själva slottet på Hvedholm, och parken är på 10 hektar. Slottet är en del av kedjan Danske Slotshoteller. Hvedholms gods, som sedan 1928 haft andra ägare än slottet, är på 240 hektar.